# Sarir
Sarir nebo Serir bylo středověké křesťanské království národa Avarů na Kavkaze, které je dnes územím ruského Dagestánu. Kavkazští Avarové byli mezi 5. a 12. století pokřesťanšťováni gruzínským pravoslavím. I přesto zůstala většina populace Avarů věrná původnímu pohanství. Království vzniklo patrně už na začátku 6. století nebo později a zaniklo ve 12. století, kdy Avarové začali podléhat vlivům islamizace. Na troskách křesťanského království posléze vznikl muslimský Avarský chanát, drobný stát existoval až do 19. století. Centrem království bylo město Humraj.

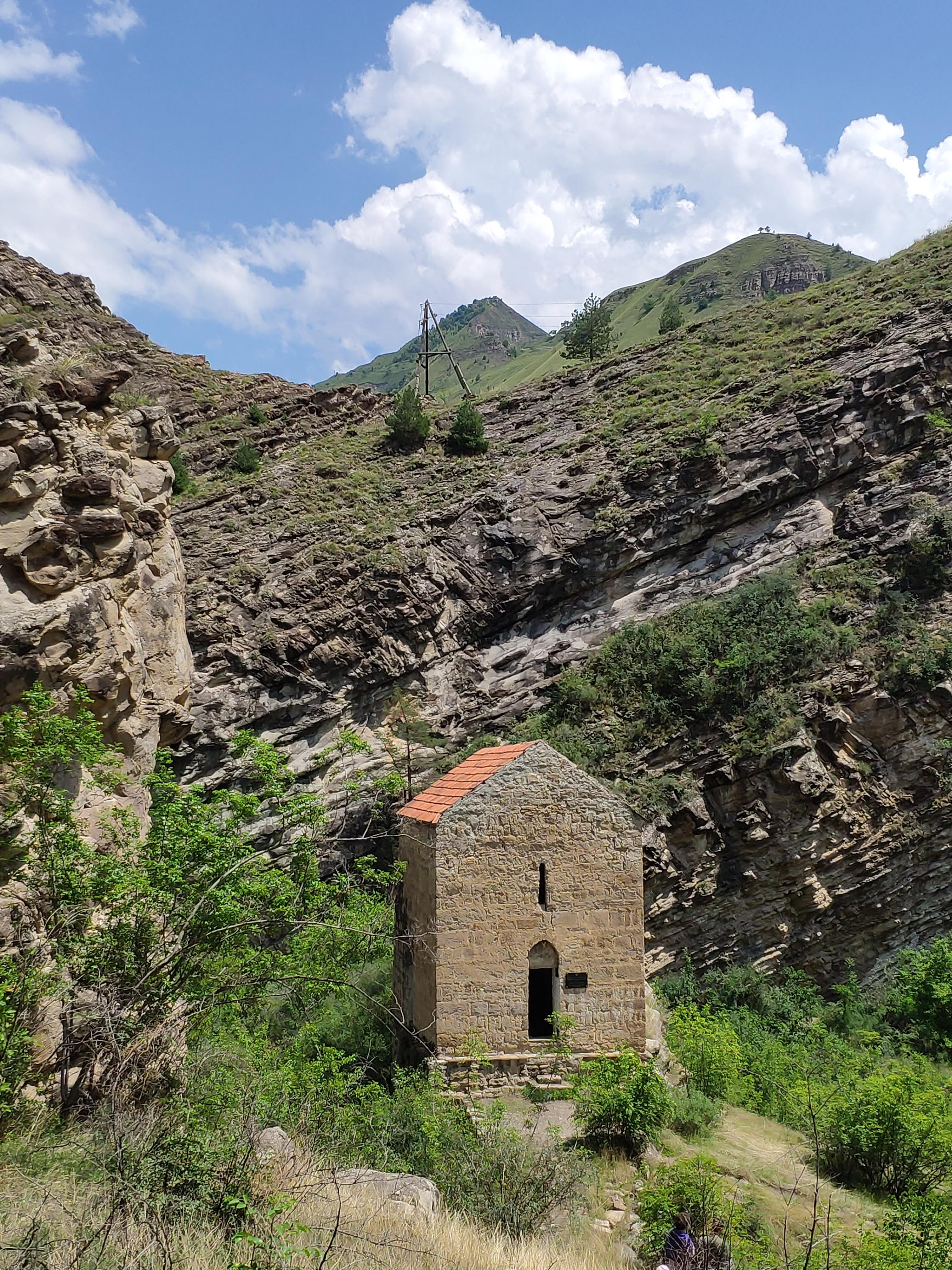
Drobný kostelík je jedinou dochovanou křesťanskou stavbou v oblasti